# Prapawadee Jaroenrattanatarakoon

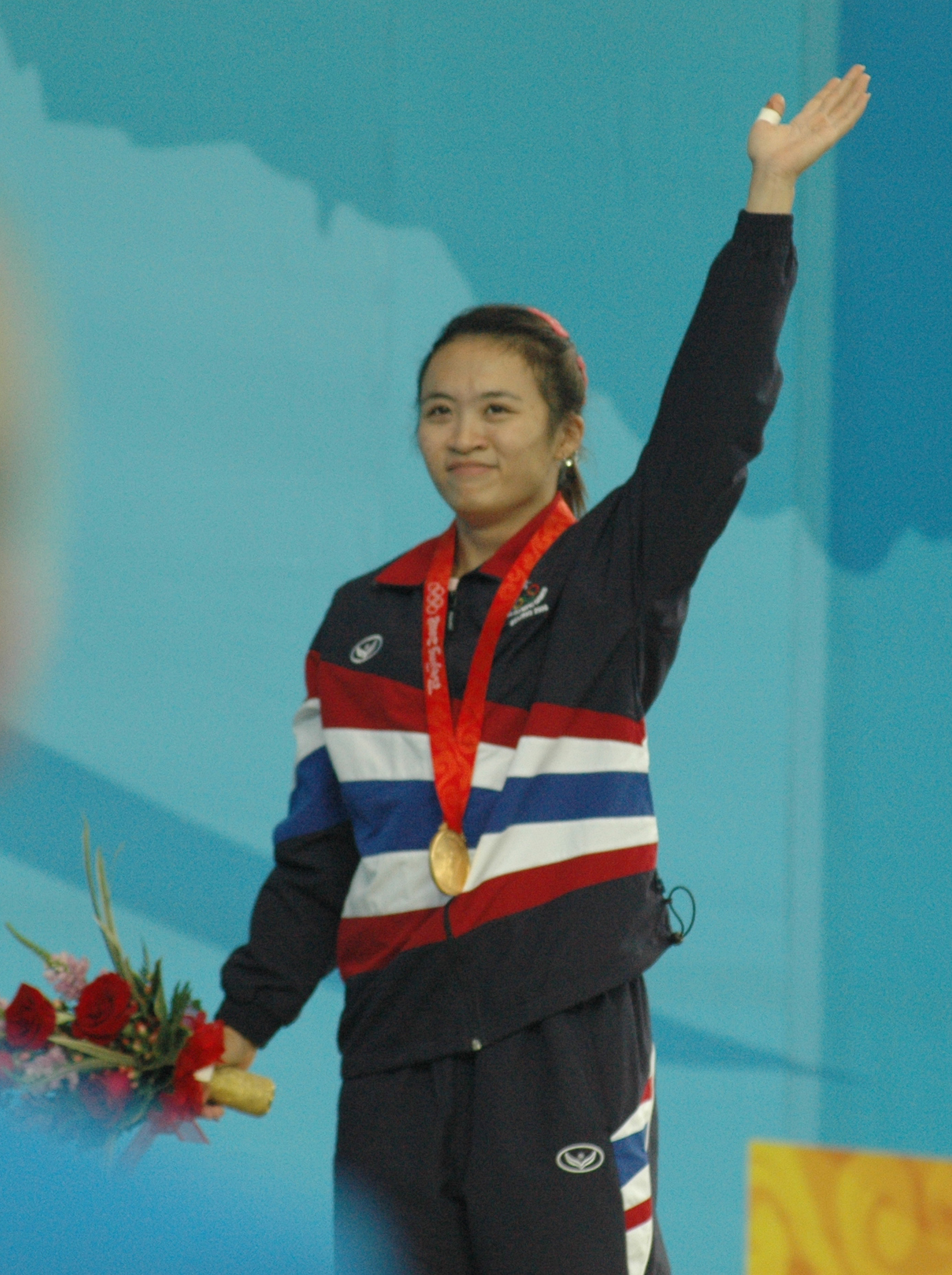
Prapawadee Jaroenrattanatarakoon con su medalla de oro en Pekín 2008.

Prapawadee Jaroenrattanatarakoon (en tai: ประภาวดี เจริญรัตนธารากูล) (nacida Junpim Kuntatean, จันทร์พิมพ์ กันทะเตียน, también transliterado en ocasiones como Chanpim Kantatian) (Nakhon Sawan, Tailandia del Norte, 29 de mayo de 1984) es una halterófila tailandesa de la categoría de -53 kg.
Desde su aparición en justas internacionales se ha mantenido entre los mejores sitios de su categoría. Fue bronce en el Campeonato Mundial de Halterofilia de 2003 de Vancouver, donde fue segundo lugar en arranque (97,5). Ganó ua medalla de plata en el Campeonato Mundial de Halterofilia de 2005 en Doha, donde levantó 223 kg en total. Posteriormente, en el Campeonato Mundial Universitario de 2006 se alzó con la medalla de oro.
Fue la campeoma asiática en 2007; sin embargo, durante el Campeonato Mundial de Halterofilia de 2007 sufrió una lesión en un codo, lo que la mantuvo alejada del deporte por tres meses. Ese mismo año cambió su nombre por consejo de un vidente, quien le pronosticó que con ello aumentarían sus posibilidades de ganar los Juegos Olímpicos.
Ganó la medalla de oro en su categoría en los Juegos Olímpicos de Pekín 2008.
- Datos: Q270659
- Multimedia: Prapawadee Jaroenrattanatarakoon / Q270659